# هوي جونسون
هوي جونسون (بالإنجليزية: Howie Johnson)‏ هو لاعب غولف أمريكي، ولد في 8 سبتمبر 1925 في سانت بول في الولايات المتحدة، وتوفي في 13 سبتمبر 2015.

## وصلات خارجية
- هوي جونسون على موقع رابطة لاعبي الغولف المحترفين (الإنجليزية)
- هوي جونسون على موقع رابطة اليابان للاعبي الغولف المحترفين (الإنجليزية)